# Mohideen Mohamed Rawme
Mohideen Mohamed Rawme (* 5. Juni 1979) ist ein sri-lankischer Fußballspieler.

## Verein
Der Mittelfeldspieler spielt auf Vereinsebene mindestens seit der Saison 2001/2002 für den Ratnam SC Colombo.

## Nationalmannschaft
Er ist auch Mitglied der sri-lankischen Fußballnationalmannschaft und nahm mit dieser am AFC Challenge Cup 2008 teil.